# Kirchberg bei Mattighofen
Pour les articles homonymes, voir Kirchberg.
Kirchberg bei Mattighofen est une commune autrichienne du district de Braunau am Inn en Haute-Autriche.